# Hoover (Alabama)
Pour les articles homonymes, voir Hoover.
Hoover est une ville dont le territoire est partagé entre les comtés  de Jefferson et de Shelby dans le centre nord de l'Alabama, aux États-Unis. C'est la plus grande ville de la banlieue de Birmingham, la population de la ville était de 62 742 habitants lors du recensement de 2000 et de 81 619 habitants au recensement de 2010. Hoover fait partie du AL MSA (Metropolitan Statistical Area) de Birmingham-Hoover, et est également inclus dans le Birmingham-Hoover-Cullman, AL CSA. Les quartiers de Hoover et ces collectivitées sont situées le long des contreforts de la chaîne des Appalaches. La ville est le foyer de la Galleria Riverchase, l'un des plus grands centres commerciaux des états du Sud-Est et un des plus grands centres à utilisations mixtes aux États-Unis avec 222 967 m2 de surface consacrés à la vente. Le complexe comprend la Riverchase Galleria commercial, un hôtel, et des bureaux. Les principaux magasins du complexe sont JCPenney, Belk, Macy, et Sears. Les Barons de Birmingham une équipe d'une ligue mineure de baseball, fondée en 1885, joue ses matchs à domicile au Regions Park disposant de 10 800 places assises. Michael Jordan passa une saison avec les Barons en 1994.

## Histoire
La ville de Hoover est devenue une municipalité en 1967. Elle a été nommée d'après William H. Hoover, propriétaire d'une entreprise locale d'assurance. La zone était connue sous le nom de communauté Hoover depuis les années 1930 et était dans son ensemble une communauté résidentielle. Dans les années 1970 et au début des années 1980 la ville était encore principalement constituée de zones résidentielles avec une petite mairie qui comprenait un local pour les services de police. L'annexion de l'entreprise et de la communauté résidentielle Riverchase a fourni une base de grands immeubles de bureaux et d'employeurs pour la ville. L'ouverture au début des années 1980 de l'échangeur entre l'autoroute inter-états I-65 et l'autoroute I-459 a provoqué d'importants changements en plaçant la ville dans un carrefour important du système autoroutier de l'État. Le changement le plus spectaculaire s'est produit en 1986 lorsque la galerie  Riverchase (galerie commerciale, hôtel, complexe de bureaux) a ouvert. Cela a considérablement augmenté les recettes fiscales pour la ville et a servi de catalyseur pour amener de nouveaux résidents ainsi que de nouvelles  entreprises. Hoover a alors connu une croissance et un développement extrêmement rapides, aidée aussi par l'annexion de plusieurs communautés. La ville dispose désormais de nombreuses structures publiques dont un centre municipal, une bibliothèque, et un centre de la sécurité publique. Les résidents et les entreprises sont attirés par la ville pour ses collines et ses belles zones résidentielles, écoles, services municipaux, centres commerciaux, et les communautés d'affaires. La ville va probablement continuer à prospérer ; sa population a augmenté de façon significative depuis 2008 et elle est actuellement de 81 619 habitants selon le recensement de 2010.

## Gouvernement
Le maire et le conseil municipal sont élus pour un mandat d'une durée de quatre ans sur une base non partisane simultanée, il entre en fonctions le premier octobre de l'année électorale. L'autorité politique de décision et législative est exercée par le conseil municipal, qui se compose de sept membres élus (avant 2004, le conseil se composait de cinq membres.) Le conseil municipal est responsable, entre autres choses de l'examen des résolutions et règlements locaux, l'adoption d'un budget annuel, et la nomination des membres des conseils et des comités locaux. Le maire est responsable de faire appliquer et exécuter la politique de la ville et ces ordonnances.
Lors de la création de la municipalité en 1967 Donald Watts fut premier maire de Hoover dont il a exercé la fonction pendant un an. En 1968, Edward Ernest devient au terme des élections le second maire de Hoover, pour un mandat de quatre ans mais il fut contraint de démissionner pour raisons de santé l'année suivante et O.E. Braddock alors membre du conseil municipal lui succéda. Braddock meurt subitement en 1975 et John Hodnett est nommé pour terminer son mandat. Frank Skinner est devenu maire de Hoover en 1980 et a occupé ce poste pendant 18 ans. Cependant, en 1999, il est contraint de démissionner et de plaider coupable à une accusation de financement occulte des comptes de campagne dont il a omis de signaler 10 000 $ qu'il aurait perçus en donation. Le conseiller municipal Brian L. Skelton le remplace alors pour terminer son mandat. L'élection de 2000 investit la conseillère Barbara McCollum lorsqu'elle défait Skelton, elle devient la première femme maire de Hoover. En 2004, McCollum a perdu sa réélection, venant en troisième position derrière Tony Petelos et le conseiller municipal Jody Patterson. Petelos remporte les élections de 2004 et celles de 2008 sans opposition. Il a démissionné en septembre 2011 pour occuper le poste nouvellement créé de directeur du comté de Jefferson et le président du conseil municipal Gary Ivey a été nommé pour remplir la fin de son mandat.
| Période      | Période        | Identité         | Étiquette   | Qualité |
| ------------ | -------------- | ---------------- | ----------- | ------- |
| 1967         | 1968           | Donald Watts     |             |         |
| 1968         | 1969           | Edward Ernest    |             |         |
| 1969         | Septembre 1975 | O. E. Braddock   |             |         |
| Octobre 1975 | Septembre 1980 | John Hodnett     |             |         |
| Octobre 1980 | 1999           | Frank Skinner    |             |         |
| 1999         | Septembre 2000 | Brian L. Skelton |             |         |
| 2000         | Septembre 2004 | Barbara McCollum |             |         |
| Octobre 2004 | Septembre 2011 | Tony Petelos     | Républicain |         |
| Octobre 2011 |                | Gary Ivey        |             |         |

## Démographie
Selon le recensement de 2000, il y avait 62 742 habitants, 25 191 ménages, et 17 406 familles résidant dans la ville. La densité de population était de 561,7 personnes par km ². Il y avait 27 150 logements pour une densité moyenne de 243 par km ². Sur les 25 191 ménages, 33,4 % avaient des enfants âgés de moins de 18 ans vivant avec eux, 59,4 % étaient des couples mariés vivant ensemble, 7,2 %  étaient des femmes célibataires avec au moins un enfant à charge, et 30,9 % étaient des non-familles. La taille moyenne des ménages était de 2,47 individus et la taille moyenne des familles était de 3,00 individus. 24,8 % de la population est âgée de moins de 18 ans, 7,9 % de 18 à 24 ans, 32,6 % de 25 à 44 ans, 23,8 % de 45 à 64 ans, et 10,9 % de 65 ans ou plus. L'âge médian était de 36 ans. Pour 100 femmes, il y avait 95,1 hommes et pour 100 femmes de 18 ans et plus, il y avait 91,5 hommes. Selon une estimation de 2007, le revenu médian pour un ménage dans la ville était 75 365 $, et le revenu médian pour une famille était de 89 513 $. Les hommes ont eu un revenu médian de 55 660 $, comparativement à 34 836 $ pour les femmes. Le revenu par habitant de la ville était de 33 361 $. Environ 2,1 % de familles et 3,4 % de la population vit en dessous du seuil de pauvreté, dont 2,7 % de ceux âgés de moins de 18 ans et 3,9 % de ceux âgés de 65 ans ou plus.

Répartition ethnique de la population
| Groupe          | Hoover  | Alabama | États-Unis |
| --------------- | ------- | ------- | ---------- |
| Blancs          | 87,66 % | 71,1 %  | 72,5 %     |
| Afro-américains | 6,77 %  | 26 %    | 12,8 %     |
| Asiatiques      | 2,89 %  | 0,7 %   | 4,8 %      |
| Hispaniques     | 3,79 %  | 1,48 %  | 16,1 %     |

| 1970 | 1980   | 1990   | 2000   | 2010   | - |
| ---- | ------ | ------ | ------ | ------ | - |
| 688  | 18 996 | 39 788 | 62 742 | 81 619 | - |

## Éducation
Les écoles publiques sont gérées par le district scolaire de la ville de Hoover. Hoover possède dix écoles primaires, trois collèges et deux lycées (Spain Park High School et le Hoover High School). Les deux lycées ont toujours eu un très bon classement dans le pays, étant classé à proximité du sommet de cinq cents meilleurs lycées du pays. Les établissements scolaires de Hoover comptabilise un total de 11 433 élèves lors de l'année scolaire 2005-2006, dont 2 451 étudiants inscrits au Hoover High School  et 1400 au Spain Park High School. Le lycée Spain Park a reçu en 2008 le Prix national de Blue Ribbon. Berry Middle School, fut le premier établissement  d'études secondaires  de la ville, il a été fermé après l'année académique 2005-2006, ces élèves ont été déplacés dans une nouvelle école construite dans le Middle Berry à proximité du site de Spain Park High School. Avant l'année scolaire 2004-2005, quelques écoles, notamment l'école primaires Trace Crossings, avait presque sinon plus de 1 000 étudiants, ce qui entraîna la construction de l'école primaire Riverchase qui permit de résoudre le problème de surpopulation.